# Kylie Minogue
Kylie Ann Minogue (pronunțat /ˈkaɪliː mɨˈnoʊɡ/; n. 28 mai 1968 Melbourne, Australia) este o cântăreață, textieră și actriță australiană, decorată cu Ordinul Imperiului Britanic și Ordinul Australiei. De-a lungul carierei, Minogue s-a remarcat prin abilitatea de a se reinventa în materie de modă și muzică. A fost descrisă drept un simbol al industriei vestimentare și recunoscută printr-o serie de apelative onorifice, fiind supranumită „prințesa muzicii pop”. Minogue este recunoscută, de asemenea, ca fiind cea mai bine vândută artistă australiană din toate timpurile. Născută și crescută în Melbourne, Minogue a lucrat și locuit în Regatul Unit începând cu anii '90. A devenit cunoscută prin apariția în serialul Vecini, jucând rolul unui mecanic auto pe nume Charlene Robinson. A obținut celebritate ca artistă pop la sfârșitul anilor '80, lansând patru albume de studio cu influențe bubblegum și dance-pop produse de Stock Aitken Waterman și lansate sub egida casei de discuri PWL. La momentul lansării celui de-al patrulea album de studio, Minogue obținuse numeroase hituri de top zece în Regatul Unit și Australia, printre care se numără „I Should Be So Lucky”, „The Loco-Motion”, „Hand on Your Heart”, „Better the Devil You Know” și „Step Back in Time”. Cu toate acestea, ea s-a simțit nemulțumită de lipsa de control creativ pe care o avea asupra muzicii.
În anul 1992, a părăsit compania PWL și a semnat un contract cu Deconstruction Records, lansând albumele Kylie Minogue (1994) și Impossible Princess (1997). Ambele materiale discografice au avut vânzări slabe, însă au obținut recenzii pozitive din partea criticilor de specialitate, ultimul album fiind considerat drept cel mai bun și mai personal material al său. Revenind la un sunet orientat către muzica dance, Minogue s-a alăturat companiei de înregistări Parlophone și și-a lansat cel de-al șaptelea album de studio, Light Years (2000), precedat de discul single cu influențe disco, „Spinning Around”. Următorul album, Fever (2001), a devenit cel mai bine vândut material discografic din cariera sa, și a marcat cea mai puternică lansare comercială a lui Minogue în regiuni în care a obținut anterior un succes minor. Primul disc single extras de pe album, „Can't Get You Out of My Head”, a devenit unul dintre cele mai de succes single-uri ale anilor 2000, comercializându-se în peste cinci milioane de exemplare. Artista a continuat să își reinventeze imaginea și a experimentat o gamă largă de genuri muzicale în următoarele sale albume, producând single-uri de succes precum „Slow”, „2 Hearts” și „All the Lovers”.
Minogue și-a făcut debutul cinematografic în filmul Copii teribili (1989), și a jucat rolul lui Cammy în Ultima Bătălie (1994). A apărut, de asemenea, în filmele Moulin Rouge! (2001), Jack & Diane, și Motoare sfinte (2012). În anul 2014, ea a apărut în calitate de jurat în cel de-al treilea sezon al emisiunilor The Voice UK și The Voice Australia. Alte participări în diverse afaceri includ lansări de produse, cărți pentru copii și articole vestimentare.
Lansările muzicale ale lui Minogue au depășit pragul de 70 de milioane de exemplare vândute în întreaga lume și i-au adus numeroase premii și distincții, printre care se numără un premiu Grammy, trei premii Brit, 17 premii ARIA Music, două premii MTV Europe Music și două premii MTV Video Music. Artista a organizat mai multe turnee de concerte, care au întâmpinat succes comercial și laude din partea criticilor, fiind totodată laureată cu premiul Mo pentru cel mai bun interpret australian al anului în 2001 și în 2003. La ediția din 2008 a onorurilor de Anul Nou din Marea Britanie, Minogue a fost decorată cu Ordinul Imperiului Britanic în rang de Ofițer pentru contribuțiile deosebite din industria muzicii. De asemenea, a primit titlul de Cavaler al Ordinului Artelor și Literelor din partea guvernului francez pentru contribuția sa la îmbogățirea culturii franceze. În anul 2005, în timp ce Minogue concerta în turneul Showgirl: The Greatest Hits, aceasta a fost diagnosticată cu cancer la sân. După tratament, ea și-a reluat turneul sub titlul Showgirl: The Homecoming, considerat de critici a fi „un triumf”. Universitatea Anglia Ruskin i-a oferit lui Minogue un titlu de academician de onoare în sănătate (D.H.Sc.) pentru contribuțiile sale în creșterea gradului de conștientizare asupra riscului de cancer la sân. La cea de-a 25-a aniversare a premiilor ARIA Music, în anul 2011, artista a fost introdusă în ARIA Hall of Fame de către asociația Australian Recording Industry.

## Biografie

### 1968-86: Copilăria și începutul carierei
Kylie Minogue s-a născut în Melbourne, Australia, fiind primul din cei trei copii ai lui Ron Minogue, contabil de origine irlandeză, și Carol Jones, o fostă dansatoare originară din Maesteg, Țara Galilor.
Sora ei, Dannii este de asemenea cântăreață pop, iar fratele ei, Brendan, lucrează în calitate de cameraman în Australia. Minogue a urmat cursurile liceului Camberwell din Melbourne între anii 1980-1985.
Surorile Minogue și-au început cariera la televiziunea australiană, iar de la vârsta de 12 ani, Kylie a avut roluri mici în seriale precum Skyways și The Sullivans, înainte să primească unul din rolurile principale în The Henderson Kids. A cântat pentru prima dată pe scenă la vârsta de 15 ani, în 1983, într-o emisiune difuzată săptămânal numită Young Talent Time, unde apăruse și Dannii Minogue. Succesul lui Danii în acest program a pus-o într-un con de umbră pe Kylie,  până când aceasta a fost distribuită în serialul Neighbours în 1986. În serial, Kylie o interpreta pe Charlene Mitchell, o femeie care lucra ca mecanic auto. The Guardian afirmă: „...juca rolul unui mecanic mânjit de ulei, fără a-și dori ceva mai bun pentru ea. Charlene era mulțumită să-și petreacă viața luptându-se cu măruntaiele unsuroase ale mașinilor.” 
Charlene s-a căsătorit cu personajul jucat de Jason Donovan, Scott Robinson, într-un episod din anul 1987, evenimentul atrăgând una din cele mai mari audiențe ale serialului.
Popularitatea în Australia a fost demonstrată când a devenit prima persoană care a câștigat patru premii Logie într-o singură ediție, inclusiv premiul pentru „Cel mai îndrăgit actor de televiziune”, acordat în urma voturilor publicului. Neighbours a fost difuzat și în Marea Britanie, din 1986, bucurându-se de o audiență ridicată, cea mai mare, de 20 de milioane de telespectatori britanici, fiind atinsă în episodul nunții din 1987.

### 1987-92: Începutul carierei muzicale
În timpul unui concert caritabil, unde erau invitați mai mulți membri din distribuția serialului „Neighbours”, Minogue a interpretat melodia The Loco-Motion, semnând un contract cu Mushroom Records în 1987. Lansat ca single și redenumit „Locomotion”, melodia a petrecut șapte săptămâni pe prima poziție în topul australian, devenind cel mai vândut single al anilor '80. Succesul i-a determinat pe executivii de la Mushroom Records s-o trimită pe Minogue în Londra, pentru a lucra cu trioul de producători și compozitori, „Stock, Aitken & Waterman”. Aceștia știau puține lucruri despre Minogue, uitând că aceasta trebuie să sosească; ca rezultat al acestei întâmplări, aceștia au compus melodia „I Should Be So Lucky” în timp ce ea aștepta la ușa studioului. Cântecul a ajuns pe primul loc în Marea Britanie și Australia, dar și în alte țări din toată lumea.
Albumul de debut, Kylie, o colecție de melodii dance-pop, a atins prima poziție în topul britanic al albumelor, devenind cel mai bine vândut album al anului 1988. S-a vândut în șapte milioane de exemplare în toată lumea, majoritatea vânzărilor fiind în Europa și Asia. Șase melodii de succes au fost lansate de pe acesta, toate atingând top 3 în Marea Britanie. Primele 3 single-uri au ajuns pe locul 1 în Australia, devenind primul artist care reușește să obțină această performanță cu melodii consecutive (recordul a fost doborât în 2003 de Delta Goodrem, cu patru #1 consecutive de pe același album).
În Statele Unite și Canada, albumul nu a avut înregistrări spectaculoase, totuși versiunea reînregistrată a melodiei „The Locomotion” a ajuns pe locul 3 în Billboard Hot 100, și #1 în Canada. „It's No Secret”, lansat doar în Statele Unite, a atins locul 37 la începutul anului 1989, devenind ultimul ei single care a intrat în topul Billboard, până când „Can't Get You out of My Head” a devenit un hit de top 10 în 2000. La sfârșitul anului 1988, Minogue a părăsit distribuția serialului Neighbours pentru a se concentra numai asupra carierei muzicale.

Imaginea prezentată de Kylie în videoclipul „Hand on Your Heart” era acceași ca cea promovată de primul album, cea de „fată din vecini”

Un duet cu Jason Donovan, intitulat „Especially for You”, a devenit un hit în Marea Britanie la începutul anului 1989. „Especially for You” a fost de asemenea primul single al lui Minogue care s-a vândut în peste 1 milion de exemplare în Marea Britanie (al doilea fiind „Can't Get You out of My Head”). Totuși, criticul Kevin Killian a descris melodia ca fiind: „absolut îngrozitoare...face să pară duetul Diana Ross/Lionel Richie ca fiind compus de Mahler”. Uneori se făcea referire la ea ca fiind „un peruș cântăreț”, de-a lungul anilor următori.
Următorul ei album, Enjoy Yourself, a fost un adevărat succes în Marea Britanie, Europa și Australia, conținând câteva melodii de succes precum „Hand on Your Heart” (AUS #4, UK #1) și „Wouldn't Change a Thing” (AUS #6, UK #2), dar a fost un eșec în America de Nord. Astfel, casa de producție americană, Geffen Records, a întrerupt contractul cu ea. Și-a început primul turneu, Enjoy Yourself Tour, pe 3 februarie 1990. Acesta a cuprins concerte în Regatul Unit, Franța, Belgia și Australia, unde „The Herald Sun” a scris că: „e vremea să lăsăm snobismul - puștoaica e un star.” Minogue a devenit cel mai bine plătit artist al trioului Stock, Aitken & Waterman, așa că în fața comentariilor cum că al doilea album ar fi fost o imitație jalnică a primului, s-a decis să i se schimbe orientarea muzicală a acesteia."
Rhythm of Love (1990) a prezentat o imaginea mai sofisticată și un alt stil de muzică dance, fiind prima dată când artista a arătat semne de rebeliune față de echipa de producători și față de imaginea de „fată din vecini.” Fiind determinată să fie acceptată de un public mai matur, Minogue a preluat controlul asupra videoclipurilor ei, începând cu „Better the Devil You Know”, prezentându-se ca o adultă conștientă de propria sexualitate. Singleurile de pe Rhythm of Love s-au vândut bine în Europa și Australia, devenind populară în cluburile de noapte britanice, unde Minogue a început să fie văzută ca fiind la modă de către audiența matură. Când „Shocked” a ajuns în top 10 în Marea Britanie în 1991, Minogue a devenit primul artist care a avut primele 13 melodii lansate, ajunse în top 10 în Marea Britanie.
Contractul semnat de Minogue era pentru trei albume, dar a fost convinsă să înregistreze al patrulea, Let's Get to It. Acesta a fost lansat pentru a-i mări repertoriul artistei cu o gamă variată de balade, și melodii dance lente. În ciuda recenziilor majoritar pozitive, albumul a ratat top 10 în clasamentul britanic, cu toate că a produs două melodii de top 5: „If You Were with Me Now” și un cover după „Give Me Just a Little More Time”. Singura melodie de top 10 de pe acest album în Australia a fost „Word Is Out”.
În 1992, Minogue și-a lansat primul disc de colecție, Greatest Hits. Albumul conține toate piesele lansate până atunci, fără melodia „Keep on Pumpin' It”. Albumul a intrat pe locul întâi în topul britanic și pe trei în cel australian; acest album este ultimul lansat cu echipa „Stock, Aitken & Waterman.”
După această perioadă, Minogue a îndeplinit cerințele contractuale și a ales să nu-l reînnoiască. Adesea și-a exprimat punctul de vedere în legătură cu contractul cu „Stock, Aitken & Waterman”, comparând experiența cu cea de pe vremea când juca în „Neighbours”, spunând că tot ce voiau ei de la ea era: „învață-ți versurile...cântă-le, nu este timp pentru întrebări, promovează produsul.”

### 1993-98: Decăderea
Semnarea contractului cu Deconstruction Records a fost considerată de mulți ca fiind o nouă etapă în cariera artistei, dar albumul Kylie Minogue (1994) a primit recenzii mixte. S-a vândut decent în Europa și Australia (unde melodia „Confide in Me” a staționat cinci săptămâni pe locul 1). Următoarele singleuri, „Put Yourself in My Place” și „Where Is the Feeling?” au devenit hituri de top 20 în Marea Britanie.
Artistul australian Nick Cave a fost interesat să lucreze cu Minogue de când auzise melodia „Better the Devil You Know”, spunând că aceasta conține „unele din cele mai violente versuri din muzica pop” și „atunci când Kylie Minogue cântă acele versuri, inocența ei dă un și mai mare fior”.„Where the Wild Roses Grow” este o baladă care narează o crimă atât din punctul de vedere al ucigașului (Cave), cât și al victimei (Minogue), succesul acesteia demonstrând că Minogue putea fi acceptată ca fiind mai mult decât un artist pop. Melodia a beneficiat de difuzări destul de intense în Europa, ajungând în top 10 în câteva țări de pe acest continent, devenind un succes și în Australia, unde s-a clasat pe locul 2 în topul oficial, câștigând distincțiile pentru „Cântecul anului” și „Cea mai bună înregistrare pop” la premiile ARIA. Kylie a cântat melodia alături de Nick la festivalul rock „The Big Day Out” în fața unui public alcătuit din fani ai acestui gen, primind însă aprecieri de la aceștia pentru performanța lor. A mai cântat alături de Cave la alte concerte din Europa, printre care și în Scoția, la festivalul Park, ceea ce i-a adus mai multă experiență ca artist, interpretând în fața unui public care nu era neapărat alcătuit din fani. A recitat versurile din „I Should Be So Lucky” la Royal Albert Hall, ideea venind din partea lui Cave, mai târziu artista mulțumindu-i pentru încrederea care i-a insuflat-o pentru a-și exprima eul artistic, declarând: „El m-a învățat să nu mă îndepărtez prea tare de cine sunt, dar să merg totuși mai departe, să încerc noi lucruri. Pentru mine, partea cea mai grea a fost să mă dedic total muzicii mele.”
Impossible Princess (numit astfel după un volum de poezii de Billy Childish) conținea colaborări cu muzicieni precum James Dean Bradfield și Sean Moore de la Manic Street Preachers, iar Minogue a contribuit la majoritatea pieselor. Fiind un album dance, primul single, „Some Kind of Bliss” nu a fost considerat cel mai bun reprezentant, apărând astfel întrebarea dacă Minogue nu voia să devină artist indie. Aceasta a declarat pentru revista Music Week: „Trebuie să le tot spun oamenilor că acesta nu este un album indie. Nu voi lua o chitară pentru a mă apuca să cânt rock.” Revista Billboard l-a descris ca fiind „uimitor” ajungând la concluzia că „este o ocazie comercială uriașă pentru o importantă casă de producție cu viziune și energie pentru a-l lansa în Statele Unite. O ureche muzicală experimentată va detecta o apropiere între Impossible Princess și albumul Ray of Light al Madonnei.” În Marea Britanie, Music Week i-a acordat o recenzie negativă: „Vocea lui Kylie nu este destul de puternică pentru a face prea multe.” A devenit albumul cel mai puțin vândut din toată cariera ei în Marea Britanie, dar a fost cel mai bine vândut album al ei în țara natală de la albumul de debut până atunci, vânzările fiind mărite și de un turneu de succes. Un album live înregistrat în timpul turneului, intitulat Intimate and Live a avut de asemenea succes în Australia, fiind prelungit din cauza cererii mari.

### 1999-2005: Revenirea la succes

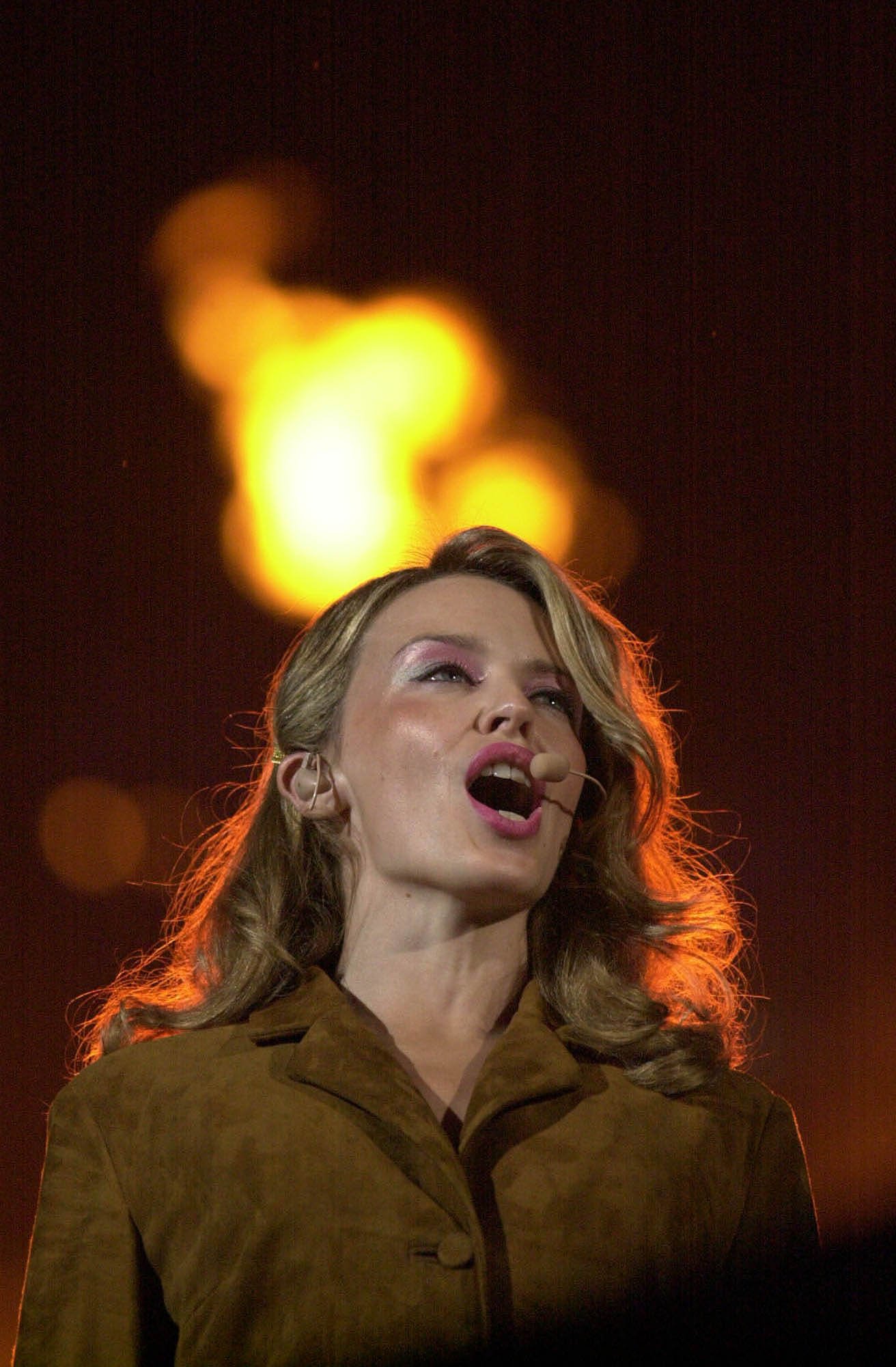
Kylie Minogue la ceremonia de deschidere a Jocurilor Paralimpice de la Sydney din 2000

Minogue a încetat contractul cu Deconstruction Records după un duet cu Pet Shop Boys pentru albumul Nightlife și a semnat cu Parlophone în aprilie 1999. Albumul 
Light Years a fost puternic influențat de muzicienii disco ai anilor '70, precum Donna Summer și Village People, conținând câteva piese compuse de Robbie Williams. Revista New Musical Express a scris: „Capacitatea de reinventare a lui Kylie este uimitoare”, dând o recenzie pozitivă albumului. Albumul a primit cele mai bune recenzii din întreaga carieră a lui Minogue, devenind repede un succes în Asia, Australia și Europa, vânzându-se în 2 milioane de exemplare. Primul single, „Spinning Around”, a devenit primul #1 al artistei în Marea Britanie în 10 ani, iar videoclipul, care o înfățișa pe cântăreață în pantaloni aurii foarte scurți, a fost difuzat în heavy-rotation pe toate posturile de televiziune. Următoarele melodii lansate au devenit de asemenea hituri, cele mai de succes fiind „On a Night Like This”, care a ajuns pe primul loc în Australia și pe locul doi în Regatul Unit. și „Kids” (cu Robbie Williams), pe același loc în Regatul Unit.
În 2000 Minogue a interpretat un cover după melodia „Dancing Queen” a trupei ABBA și melodia „On a Night Like This” la ceremonia de închidere a Jocurilor Olimpice, un eveniment vizionat de aproximativ 2.1 milioane de oameni din 220 de țări. După aceea a pornit într-un turneu, On a Night Like This Tour, care a vizat Australia și Europa. Toate cele 200.000 de bilete puse la dispoziție în Australia și Marea Britanie s-au vândut, devenind un record în țara natală pentru o artistă.
Pe lângă cele șase specatole din Melbourne, au mai fost adăugate 22 datorită cererii publicului. Minogue a fost inspirată de spectacolele de pe Broadway, și de filme ca Anchors Aweigh, South Pacific și de muzicalurile cu Fred Astaire și Ginger Rogers din anii '30. Descriind-o pe Bette Midler ca fiind o „eroină”, a incorporat de asemenea câteva din elementele din interpretările live ale lui Midler.
Turneul, cu regia și coreografia semnată Luca Tommassini, conținea decoruri care reprezentau interiorul unei navete spațiale, fundul unui ocean, și Art Deco-ul unui zgârie nor new-yorkez, iar Minogue a primit laude pentru noul material și pentru interpretarea câtorva din melodiile ei de succes, transformând melodia „I Should Be So Lucky” într-un cântec de dragoste, iar „Better the Devil You Know” într-o melodie asemănătoare cu trupele de jazz din anii 1940. A câștigat premiul Mo pentru „Interpretul anului”. După turneu, a fost întrebată de un jurnalist la ce crede ea că este mai talentată, iar ea a răspuns. „Dacă ar fi să aleg un singur lucru din tot ce fac, nu cred că aș excela la vreunul. Însă punându-le pe toate la un loc, știu ce fac.”
În 2001 Parlophone a lansat Fever, care conținea unele elemente din muzica disco, dar și din muzica electronică a anilor '80. Primul single, „Can't Get You out of My Head” a devenit cel mai mare succes al carierei, ajungând pe prima poziție în 40 de țări, vânzându-se în peste patru milioane de copii în toată lumea. Imaginea afișată în videoclip a fost considerată chiar mai sexi decât cea din „Spinning Around”, acesta având parte de difuzări masive pe posturile de specialitate. Datorită succesului albumului în toată lumea, și datorită difuzărilor masive la radio în America de Nord, Capitol Records l-a lansat și în Statele Unite în 2002.

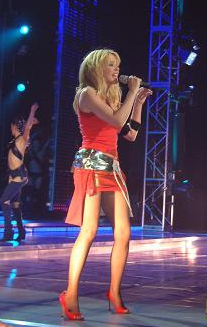
Minogue în timpul concertului Money Can't Buy din 2003

Albumul a debutat pe locul 3 în topul albumelor din Statele Unite, iar melodia a ajuns pe locul 7, devenind a doua melodie de top 10 a artistei în Statele Unite, dar și prima melodie din ultimii 13 ani care intră în topul Billboard Hot 100. 
Fever a atins locul 10 în Canada, iar melodia pe locul 3. Următoarele melodii, „In Your Eyes”, „Love at First Sight” și „Come into My World” au devenit hituri în toată lumea, iar Minogue a devenit populară în America de Nord, în special în cluburi. Melodiile au ajuns în top 5 în Australia, top 10 în Marea Britanie, top 20 în România, Irlanda și United World Chart. În 2003 a primit premiul Grammy pentru „Cea mai bună înregistrare dance” pentru „Love at First Sight”, iar anul următor același premiu pentru melodia „Come into My World.” Fostul stilist și director de creație al lui Minogue, William Baker, a explicat că videoclipurile de pe albumul Fever au fost inspirate de filme SF, în special de cele regizate de Stanley Kubrick.
Următorul ei album, Body Language (rom. „Limbajul trupului”) a fost lansat în Londra pe 15 noiembrie 2003. Evenimentul a marcat un nou stil de prezentare, design-ul fiind făcut de Minogue și Baker, inspirat parțial de diva anilor '60, Brigitte Bardot, despre care Minogue a spus: „Am tendința să mă gândesc la BB, ei bine, ca la o bombă sexi. A fost ceva radical în felul ei de a fi în acea perioadă. Și am ales să ne referim la acea perioadă, care a fost... un amestec perfect între cochetărie și rock and roll.” Spectacolul a atras critici mixte, cele mai multe făcând referire la faptul că nimic nou nu a fost prezentat, și că melodiile nu se compară cu hiturile anterioare. Însă, concertul a fost difuzat la televiziuni, având ratinguri mari.
Albumul a fost inspirat de muzica anilor '80, în special de artiști precum Human League și Prince, combinată cu elemente de hip hop. Albumul a atras unele din cele mai bune recenzii din cariera artistei,  AllMusic descriindu-l ca fiind „un album pop aproape perfect”. 
De pe album au fost promovate trei melodii: „Slow” care i-a adus o nominalizare la premiile Grammy pentru „Cea mai bună înregistrare dance”, atingând prima poziție în diferite topuri, printre care Australia, Marea Britanie și România. „Red Blooded Woman” a devenit al doilea #1 consecutiv în România, devenind un hit de top 5 în Australia și Marea Britanie, în timp ce „Chocolate”, a avut un succes moderat, ratând top 10 în Australia, dar a atins top 10 în Chile, Marea Britanie, România și Ucraina.
Minogue și-a lansat al doilea album „greatest hits” în noiembrie 2004, intitulat Ultimate Kylie, alături de o compilație de videoclipuri lansat sub același nume. Albumul conținea două piese noi, „I Believe in You” și „Giving You Up”. Ambele piese au ajuns în top 10 britanic, Minogue având astfel un total de 29 de melodii în top 10, devenind a doua cea mai de succes artistă a tuturor timpurilor, pe primul loc fiind Madonna. „I Believe in You” a devenit un hit de top 3 în Billboard Hot Dance Club Play, și unul de top 10 în jurul lumii: 1 (România), 2 (Marea Britanie), 6 (Elveția, Australia), 8 (Japonia), 9 (Irlanda). Melodia a fost nominalizată la premiile Grammy pentru „Cea mai bună înregistrare dance”, devenind a patra nominalizare consecutivă a cântăreței la această categorie.
La începutul anului 2005, Kylie: Expoziția a fost deschisă în Melbourne. Expoziția a fost gratis, și conținea costume și fotografii din toată cariera lui Kylie; aceasta a vizitat marile orașe ale Australiei,  peste 300.000 de oameni vizitând-o.
După lansarea compilației de hituri, Minogue a plecat pe 19 martie într-un turneu mondial, Showgirl - The Greatest Hits Tour, care trebuia să fie cel mai mare turneu al ei, așteptându-se la o audiență de mai mult de 700.000 de oameni. Spectacolele au avut succes în Marea Britanie, însă la scurt timp de la sosirea lui Minogue în Melbourne pentru a începe partea australiană a turneului, s-a descoperit că avea cancer mamar.

### 2006-09: Xși turnee internaționale

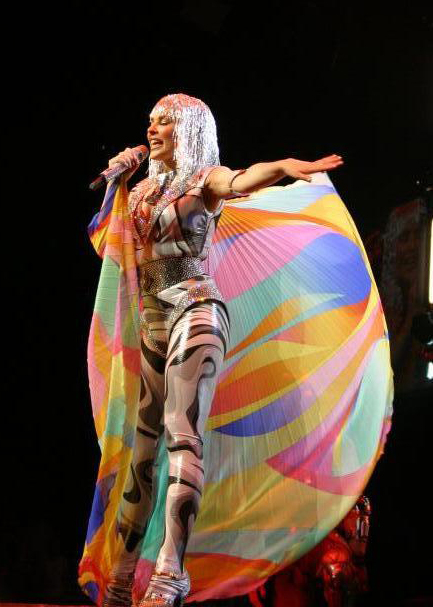
Minogue în timpul Showgirl: The Homecoming Tour din 2006.

În noiembrie 2006, Minogue a început turneul Showgirl - The Homecoming Tour cu un spectacol live în Sydney. Înaintea concertului, le-a spus jurnaliștilor că va fi foarte emoționată, plângând când i-a dedicat melodia „Especially for You” tatălui ei, care a supraviețuit cancerului la prostată. Cu toate că numerele coregrafice au fost modificate pentru a se potrivi cu starea cântăreței și pauze mai lungi au fost introduse între segmentele spectacolului pentru a nu se obosi, media a declarat că Minogue a fost energică, ziarul Sydney Morning Herald descriind show-ul ca fiind „extravagant” și „nimic mai puțin decât un triumf.”
În noaptea următoare, aceasta trebuia să i se alăture lui Bono de la U2, care se afla în timpul unui turneu în Australia, pentru un duet la piesa „Kids”, dar Minogue a renunțat la apariția pe scenă, din cauza epuizării.  În timpul ultimelor două spectacole, Minogue a fost acompaniată pe scenă de Dannii Minogue, surorile cântând pentru prima dată împreună din anii '80 până atunci. Aparițiile pe scenă a lui Minogue au continuat să primească laude din partea presei australiene, iar după ce a petrecut Crăciunul alături de familie, Minogue a plecat în Europa pentru a continua turneul.
Toate biletele pentru cele șase spectacole de la Arena Wembley au fost vândute, artista plecând în Manchester pentru încă șase interpretări. Pe 31 decembrie 2006, Minogue a cântat iar la Arena Wembley, la un concert tribut trupei ABBA. 
Minogue și-a lansat al zecelea album de studio, X - fiind și primul în patru ani - în noiembrie 2007. A fost înregistrat în Londra, Stockholm și Ibiza, iar printre producători se numără Guy Chambers, Cathy Dennis, Richard Stannart și formația Scissor Sisters  În Australia și Marea Britanie, a avut vânzări mediocre la început, o parte din vină fiindu-i atribuită lui Kish Mauve - producătorul melodiei „2 Hearts” care fusese lansat ca prim single - datorită subiectului legat de experiența cântăreței cu cancerul. Minogue a răspuns: „Concluzia la care eu am ajuns este că dacă aș fi înregistrat un album cu piese personale, ar fi fost privit ca fiind Impossible Princess 2 și aș fi fost la fel de criticată.” Albumul a debutat totuși pe locul 4 în Marea Britanie și locul 1 în Australia.
Minogue a anunțat că va promova albumul X printr-un turneu european, intitulat KylieX2008, care a început în Franța pe 6 mai 2008. Toate biletele pentru cele opt spectacole programate în Marea Britanie s-au vândut în doar 30 de minute de la punerea în vânzare. România a fost inclusă pe lista țărilor din turneu, cântăreața venind aici pentru a doua oară - prima dată fiind la Cerbul de Aur din 1993. Spectacolul din București, care a avut loc pe 17 mai, a fost criticat pentru faptul că artista nu a purtat decât 7 din cele 8 ținute obișnuite, și pentru faptul că intrarea a fost una normală: „La noi, intrarea solistei a fost una banală, în vreme ce pe pământ francez Kylie a avut o primă apariție „aeriană”: suspendată într-un soi de leagăn futurist și conectată la o rețea electrică spectaculoasă, care a completat imaginea de Spider Woman”  În decembrie, Minogue a participat la concertul organizat cu ocazia oferirii premiului Nobel pentru pace din Oslo, Norvegia, alături de alți artiști.

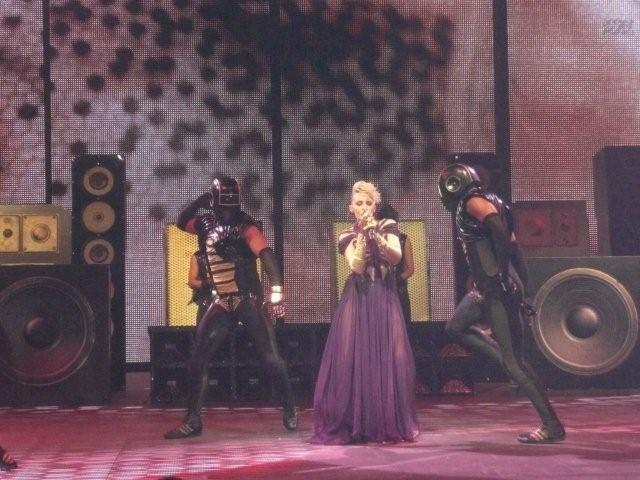
Minogue în timpul turneului de succes KylieX2008.

Mai târziu în aceeași lună a primit premiul BRIT pentru „Cea mai bună artistă solo internațională”, unde a și interpretat melodia „Wow”. 
De pe album a fost promovat și cântecul „In My Arms”, care a fost al doilea single, lansat în februarie în Europa - fără Marea Britanie-, și al treilea în Marea Britanie și Australia în mai. Melodia a avut un succes imens, atingând top 10 în majoritatea topurilor în care a intrat, reușind să se claseze pe locul 1 în România, devenind al șaptelea hit de top 5 al acesteia în Romanian Top 100.
X a fost lansat în aprilie în Statele Unite ale Americii, cu o altă variantă a melodiei „All I See”, o colaborare cu rapperul Mims. În ciuda promovării intensive, inclusiv o apariție în emisiunea Dancing with the Stars, X a fost un eșec comercial, debutând și ocupând poziția maximă pe locul 139. Criticii au dat vina vânzării slabe pe alegerea ca prim single a melodiei „All I See”, care nu fusese încă testată în Marea Britanie, unde artista avusese mult succes. Minogue a numit piața muzicală din Statele Unite „dificilă”, spunând că „Uneori e greu să-mi dau seama unde mă potrivesc eu în acea industrie”.
La sfârșitul lunii decembrie, s-a aflat că Minogue va fi printre cei onorați de Elisabeta a II-a a Marii Britanii cu Ordinul Imperiului Britanic datorită serviciilor oferite muzicii. Minogue a declarat „Sunt aproape la fel de surprinsă pe cât sunt de onorată. Sunt foarte emoționată că am fost luată în seamă de Marea Britanie, casa mea adoptată, în acest fel.” A primit OIB oficial de la Prințul Charles în iulie 2008. La scurt timp, Minogue a fost votată „Cea mai iubită celebritate a Marii Britanii”. În mai 2008, Minogue a primit și Ordre des Arts et des Lettres din partea Franței, aceasta fiind cea mai mare onoare culturală a Franței.

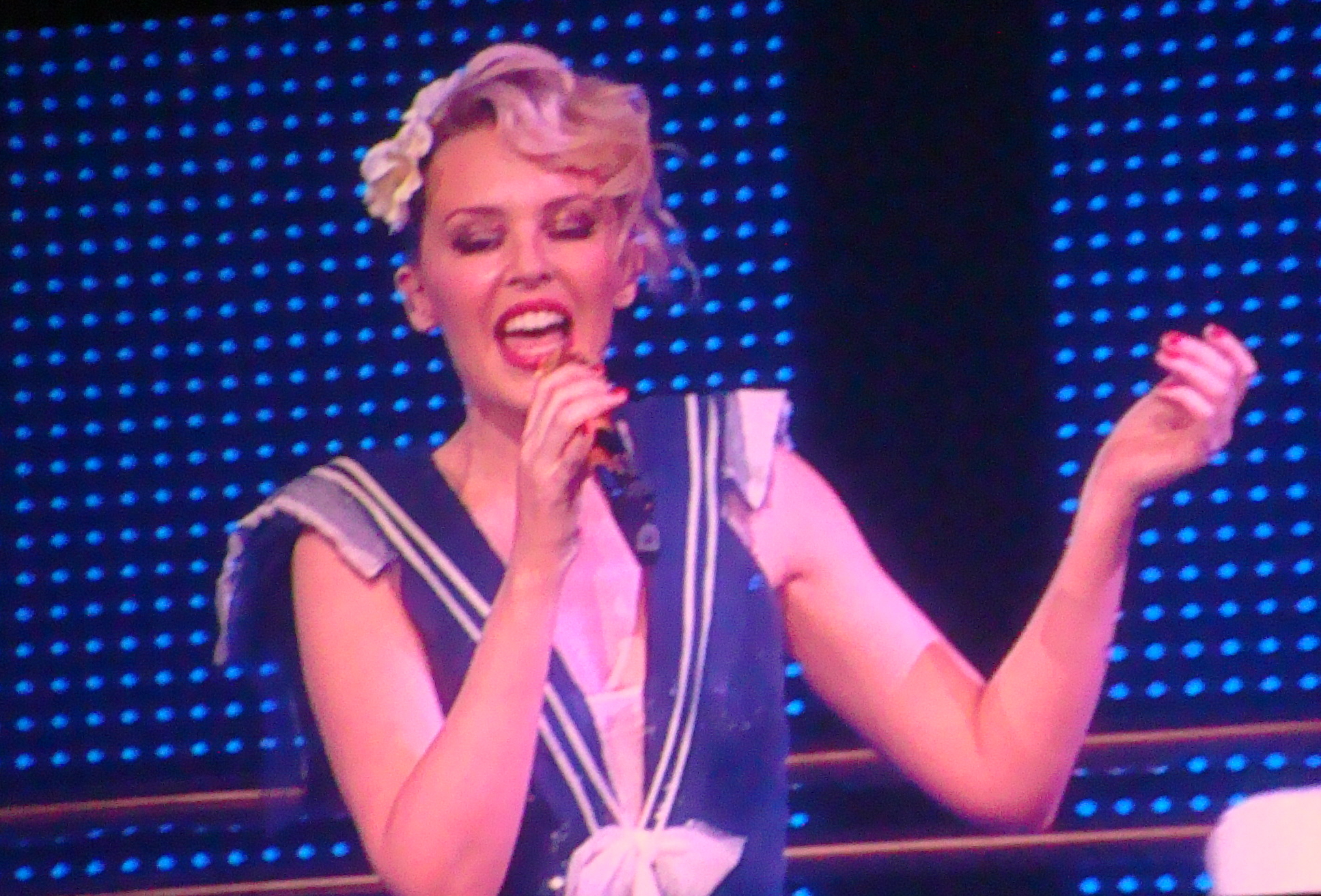
Kylie Minogue la Köln în 2008

Pe 15 septembrie 2008, s-a anunțat că Minogue va cânta în Dubai la probabil cea mai scumpă petrecere privată din lume, fiind plătită cu 4.4 milioane de dolari. Pe 3 decembrie 2008 s-a anunțat că albumul X a fost nominalizat la Premiile Grammy la categoria „Cel mai bun album dance/electronic”, însă a pierdut în fața formației Daft Punk.
Pe 1 noiembrie Minogue a reînceput turneul KylieX2008, concertând în America de Sud, Asia și Australia. Turneul a fost un succes, strângând între 60 - 70 milioane de dolari, fiind cel mai lung din cariera cântăreței. Ultimul concert a fost susținut în Melbourne pe 22 decembrie.
La începutul anului 2009, Minogue a lansat Boombox, un album cu remixuri ale pieselor de pe cele mai recente albume de studio, începând cu Light Years. Începând cu 30 septembrie, cântăreața a plecat într-un turneu nord-american, intitulat For You, For Me Tour, și s-a terminat pe 13 octombrie în New York.

### 2010-12: Aphrodite și K25

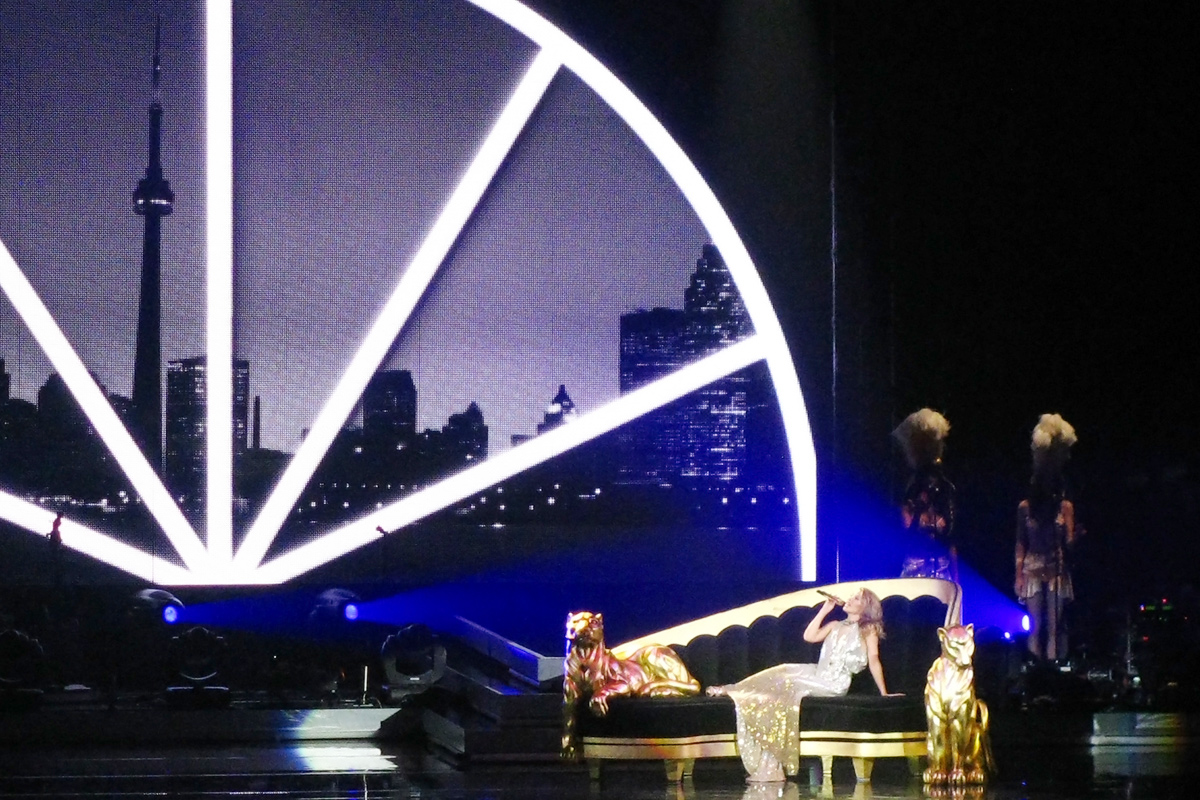
Interpretând în timpul turneului For You, For Me în Toronto în 2009, imagini ale monumentelor locale fiind prezente pe fundal.

Într-un interviu cu revista Billboard, Minogue a confirmat că înregistrează un nou album: „Va fi pop, dance ... Mi-ar plăcea să găsesc un stil ceva mai nou, să fie următorul pas pentru mine. Am o idee, dar nu pot să vă spun. Încă mai lucrez la ea.'' În iulie 2010, Minogue a lansat al unsprezecelea album de studio, Aphrodite. Albumul a avut ca producător executiv pe Stuart Price, care au contribuit, de asemenea, la scrierea pieselor împreuna cu Minogue, Calvin Harris, Jake Shears, Nerina Pallot, Pascal Gabriel, Lucas Secon, Keane Tim Rice-Oxley și Kish Mauve. Albumul a primit recenzii favorabile din partea criticilor și a debutat pe primul loc în Marea Britanie, mai exact la 22 ani după ce primul ei single a ajuns numărul 1 în Regatul Unit. Single-ul „All The Lovers” a fost un succes și a devenit al 33-lea single de top 10 în Regatul Unit. Deși single-urile  ulterioare de pe album, „Get Outta My Way”, „Better Than Today” și „Put Your Hands Up” nu a reușit să ajungă în top zece în UK Singles Chart. Cu toate acestea, toate single-urile lansate de pe albumul au ajuns în US Billboard Hot Dance Club Songs.

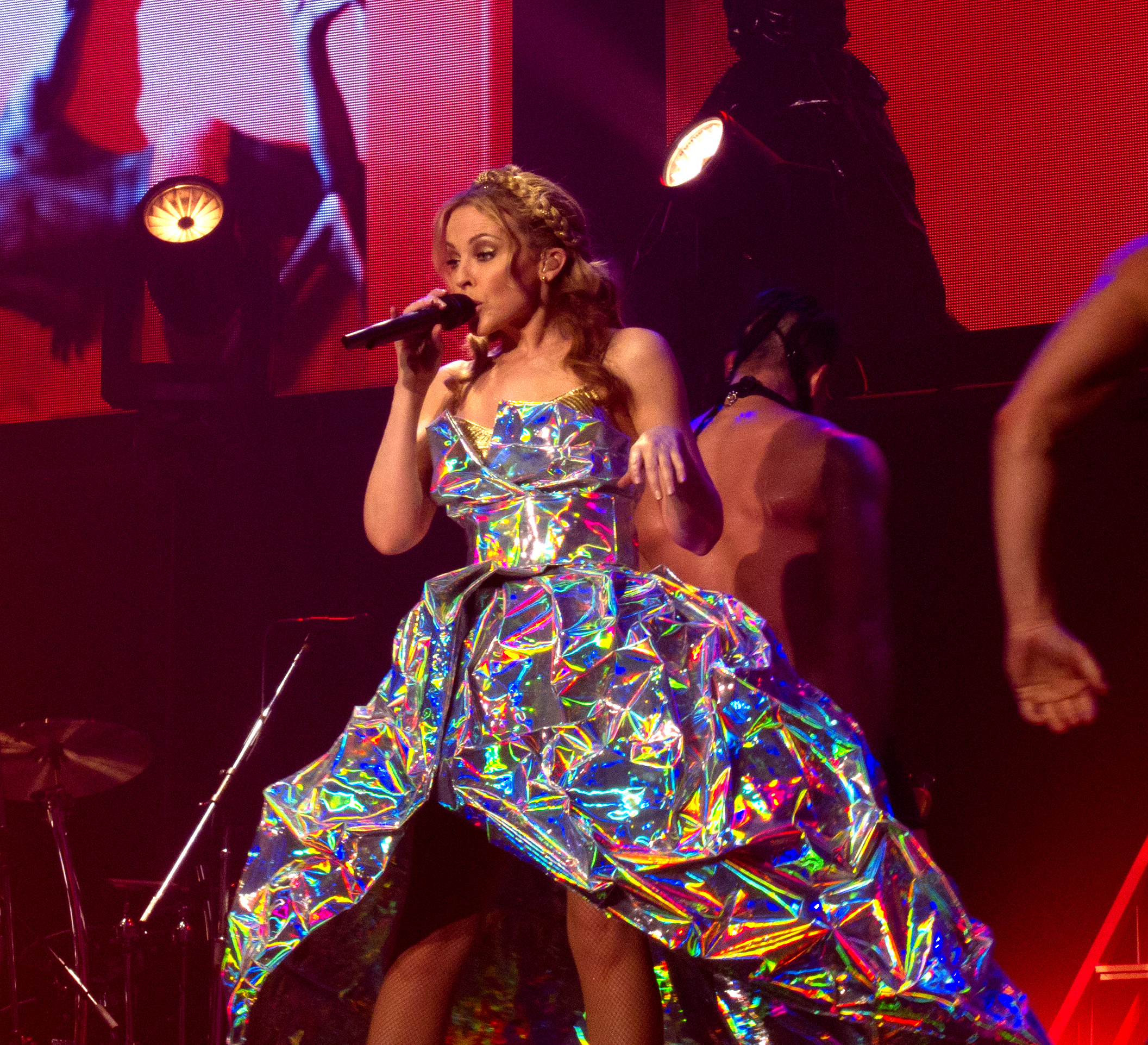
Minogue interpretând piesa "Can't Get You Out Of My Head" în turneul mondial "Aphrodite Les Folies Tour" din 2011.

De asemenea a înregistrat un single împreună cu Taio Cruz numit „Higher”. Pentru a încheia înregistrările sale în 2010, ea a lansat un album „A Kylie Christmas”, care a inclus cover-uri ale cântecelor de Crăciun, cum ar fi „Let It Snow” și „Santa Baby”.
În 2011, Minogue a pornit în turneul Aphrodite: Les Folies Tour, care a vizitat Europa, America de Nord, Asia, și Africa. Acesta a devenit cel mai mare turneu al ei până în prezent și a fost întâmpinat cu recenzi pozitive, lăudând conceptul.
În 2012, Minogue a început o serie de activități în scopul celebrării a 25 de ani în industria muzicală, care este de multe ori cunoscută sub numele de „K25” și a început cu turneul Anti Tour, care a inclus piese B-side, demo-uri și rarități din catalogul ei muzical, a lansat apoi single-ul „Timebomb” în luna mai, care a ajuns pe primul loc în ARIA Dance Chart și în US Hot Dance Club Songs, un al treilea album „greatest hits” –The Best Of Kylie Minogue în iunie și un box-set - K25 Time Capsule în octombrie, care cuprinde toate single-urile ei de până atunci sub forma unor cd-uri. Odată cu acestea, a participat la diverse evenimente din întreaga lume, inclusiv în Sydney, la Jubileul de Diamant al Reginei Elisabeta a II-a, și la BBC Park din Londra.

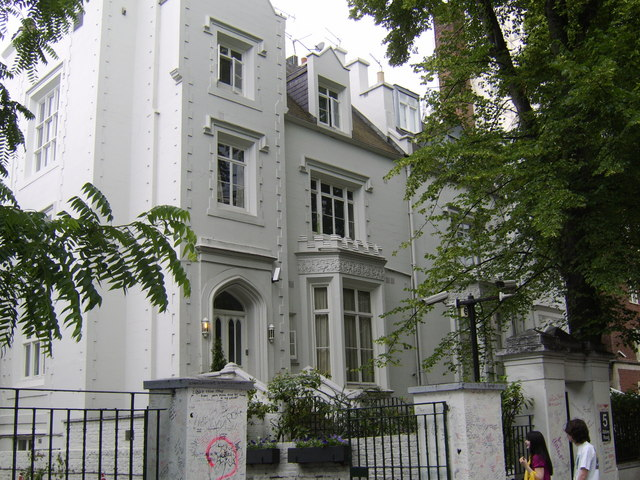
The Abbey Road Studios, Londra

Minogue a lansat, de asemenea, un album-compilație, The Abbey Road Sessions, în octombrie 2012, Albumul conține versiunile orchestrale a 15 hit-uri  din decursul celor 25 de ani de muzică și un single nou, „Flower”, scris de ea în perioada de după operația de cancer mamar. Acesta a fost înregistrat la Abbey Road Studios din Londra, unde a fost produs de Steve Anderson și Colin Elliot și a primit recenzii favorabile din partea criticilor de muzică, debutat pe locul doi în Regatul Unit.
Minogue a jucat în doua filme; o scurtă apariție în filmul independent american Jack & Diane și un rol principal în filmul francez Sfintele motoare. Jack & Diane a deschis Festivalul de Film de la Tribeca la 20 aprilie 2012, în timp ce lansarea lui Holy Motors a avut loc la Festivalul de Film de la Cannes, la care a fost prezentă și Minogue.

### 2013–16: Kiss Me OnceșiKylie Christmas

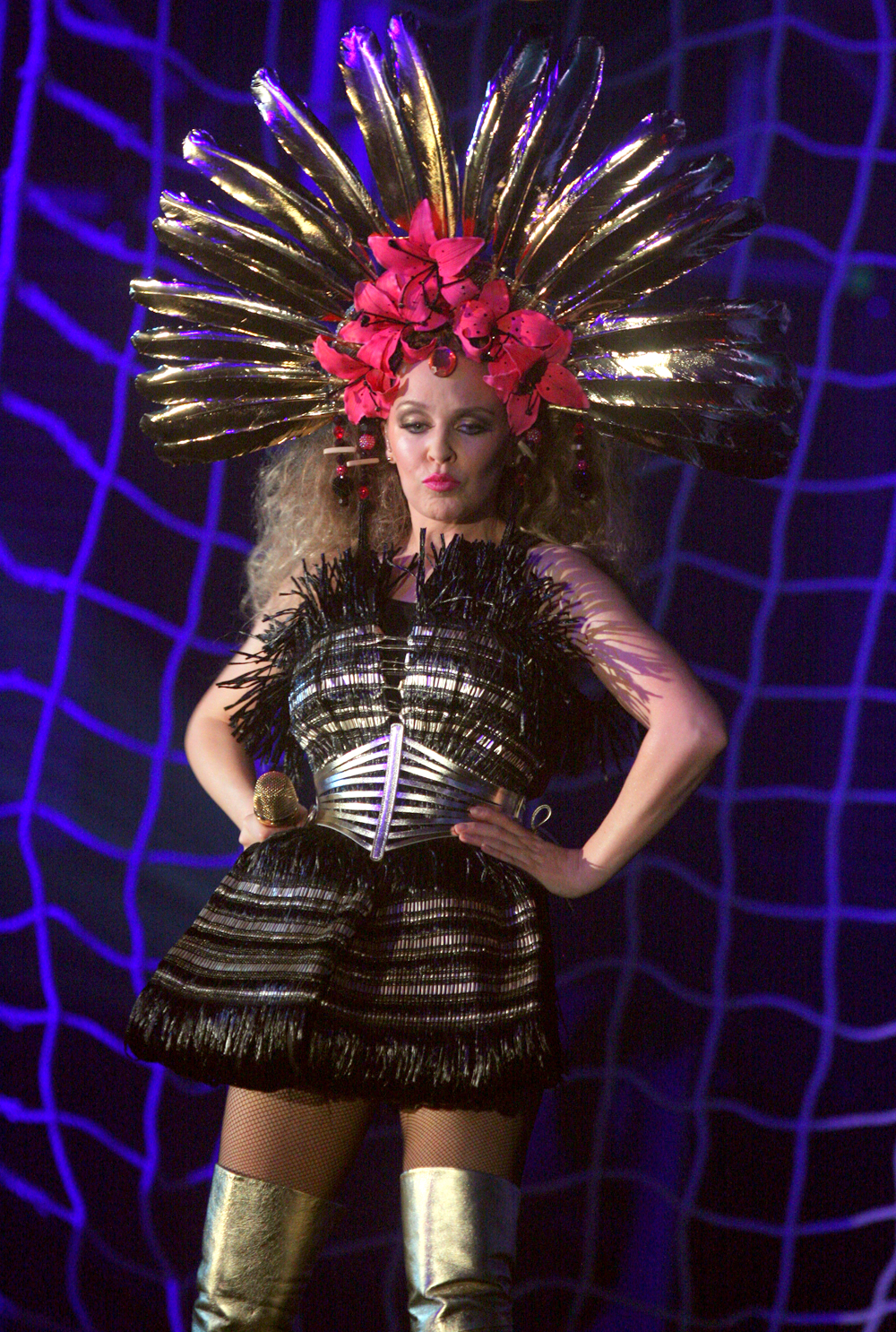
Kylie Minogue în 2012

În ianuarie 2013, Minogue și managerul ei Terry Blamey, cu care a lucrat de la începutul carierei sale muzicale, s-au separat. În următoarea lună, ea a semnat un contract cu casa de discuri Roc Nation. În septembrie ea a colaborat cu cantautoarea italiană Laura Pausini pentru single-ul „Limpido”, care a fost un hit numărul-unu în Italia și a primit o nominalizare pentru „World's Best Song” la premiile World Music Awards din 2013.
În martie 2014, Minogue a lansat cel de-al doisprezecelea album, Kiss Me Once. Albumul include contribuții din partea lui Sia Furler, Mike Del Rio, Cutfather, Pharrell Williams, MNEK și Ariel Rechtshaid. Acesta s-a poziționat la numărul unu în Australia și numărul doi în Regatul Unit. Single-urile de pe album, „Into the Blue” și „I Was Gonna Cancel”, nu s-au clasat în top-ul zece din UK Singles Chart, poziționându-se pe locurile 12 și 59, respectiv. În luna septembrie, Minogue a pornit în turneul Kiss Me Once Tour.
În ianuarie 2015, Minogue a apărut ca vocalist invitat pe single-ul lui Giorgio Moroder – „Right Here, Right Now” acesta devenind cel al 12-lea său hit de locul 1 în U.S. Dance Chart pe 18 aprilie 2015. În martie același an, contractul lui Minogue cu Parlophone Records s-a terminat, aceasta rămânând doar cu acordul de lansări muzicale cu Warner Music Group pentru Australia și Noua Zeelandă. Ulterior Minogue a apărut în rolul lui Susan Riddick în filmul San Andreas, lansat în mai, cu Dwayne Johnson și Carla Gugino în rolurile principale. În septembrie 2015, a fost lansat un extended play cu Fernando Garibay, intitulat Kylie + Garibay. Producători ai EP-ului au fost Garibay și Giorgio Moroder. În noiembrie, Minogue a colaborat cu duo-ul Nervo pentru piesa „The Other Boys”, alături de Jake Shears și Nile Rodgers. Acesta a devenit al 13-lea său cântec de top în U.S Dance Chart, urcând-o în clasamentul artiștilor cu cele mai multe piese de Nr.1 în U.S. Dance Chart pe locul 8, alături de Whitney Houston, Enrique Iglesias și Lady Gaga.
În decembrie 2015, Minogue a fost invitatul special la Desert Island Discs de pe BBC Radio 4. Alegerile ei a inclus „Dancing Queen” de ABBA, „Purple Rain” de Prince și „Need You Tonight” de INXS. În noiembrie 2015 Minogue a lansat primul ei album de Crăciun, Kylie Christmas. În 2016 a înregistrat tema filmului „Absolutely Fabulous”, „This Wheel's on Fire”. Albumul de sărbători Kylie Christmas a fost relansat în noiembrie cu numele Kylie Christmas: Snow Queen Edition.

### 2017–prezent:GoldenșiDisco
În februarie 2017, Kylie Minogue a semnat un contract cu BMG Rights Management prin care albumul Golden va fi lansat la nivel internațional. În decembrie 2017, Minogue și BMG au semnat un parteneriat cu casa de discuri Mushroom Music — care va lansa albumul sub divizia Liberation Music în Australia și Noua Zeelandă. În 2017, Minogue a colaborat la cel de-al paisprezecelea album al său cu textieri și producători precum Amy Wadge, Sky Adams, DJ Fresh, Nathan Chapman, Richard Stannard, The Invisible Men și Karen Poole, iar înregistrările au avut loc la London, Los Angeles și Nashville, ultimele fiind și cele care au influențat înregistrarea cel mai mult. Albumul Golden a fost lansat pe 6 aprilie 2018 cu „Dancing” fiind principalul disc single al acestuia.
Pe 29 iunie 2019 Kylie Minogue a lansat o compilație cu cele mai mari hituri ale ei, Step Back in Time: The Definitive Collection, cu „New York City” ca single principal. Albumul a ajuns pe primul loc în Australia și în Regatul Unit, devenind cel de-al șaptelea album care a ajuns pe primul loc în Regat. Pe 30 iunie, Minogue a urcat pentru prima dată pe scena festivalului de la Glastonbury, la 14 ani după ce diagnosticul de cancer mamar a forțat-o să-și anuleze participarea la ediția din 2005. The Guardian a declarat despre interpretarea ei că a fost „de aur” și „fenomenală”. A fost un hit mare printre fani, cu interpretarea lui Minogue fiind cea mai urmărită pe BBC, aducând audiențe record festivalului. În decembrie 2019 a apărut în Kylie's Secret Night difuzat de Channel 4.
După festival, Minogue a declarat că vrea să înregistreze un „album pop-disco”. Acesta, intitulat Disco, a fost înregistrat acasă la artistă în timpul pandemiei de Covid-19. Alistair Norbury, președintele casei de discuri BMG, a declarat pentru Music Week că Minogue a învățat să -și întregistreze vocea prin Logic Pro. Pe 23 iulie 2020, „Say Something” a fost lansat ca primul single de pe Disco. Al doilea single, „Magic”, a fost lansat pe 24 septembrie.
Albumul Disco a fost lansat pe 6 noiembrie 2020, ajungând pe locul întâi în Australia și Regatul Unit, țară în care Minogue  a devenit prima solistă care a avut un album pr primul loc în cinci decenii consecutive între anii 1980 și 2020. În aceeași lună,ea a interpretat single-ul caritabil Stop Crying Your Heart Out pentru Children in Need. Pe 5 decembrie 2020, „Real Groove” a fost anunțat drept al treilea single al albumului. Pe 31 decembrie 2020 a înregistrat remixul acestuia cu Dua Lipa. În mai 2021, Minogue a înregistrat un remix al piesei „Starstruck” cu Years & Years.

## Apariții în filme

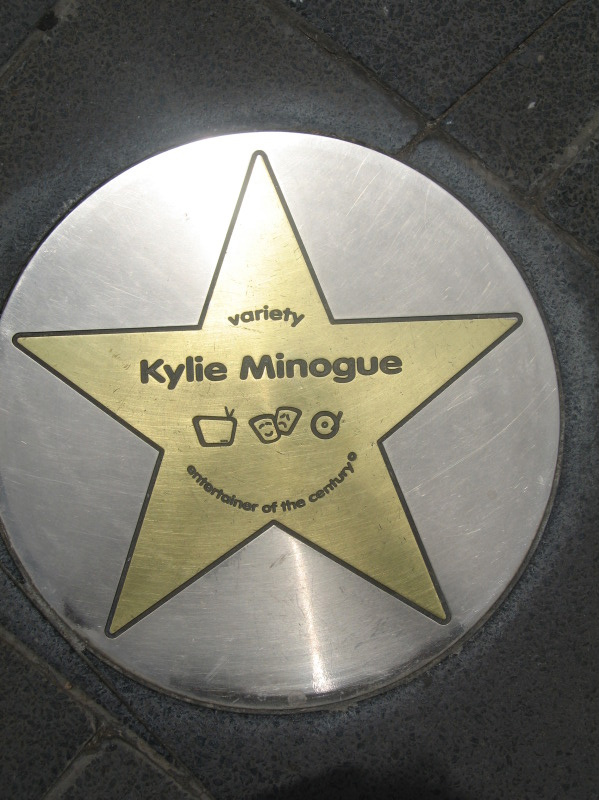
Stea a lui Minogue din Melbourne, Australia, numind-o Artista Secolului în televiziune, film și muzică

Pe lângă rolul în serialul Neighbours, Minogue a apărut și în diferite filme și seriale. În 1989 a jucat în The Delinquents, filmul prezentând povestea unei tinere fete care trăiește în Australia anilor 1950. Lansarea a coincis cu popularitatea ei în serialul Neighbours, astfel, cu toate că filmul și performanța ei au primit recenzii negative, a fost un succes la box-office.  
A apărut și în filmul Street Fightes, bazat pe jocul de lupte cu același nume. Pelicula a fost criticată, la fel ca și interpretarea artistei, The Washington Post numind-o „Cea mai proastă actriță din toate țările în care se vorbește engleza”.
Regizorul de film Baz Luhrmann, a distribuit-o în filmul Moulin Rouge! (2001), unde a jucat rolul lui Absinthe, Zâna Verde, cântând o strofă din Sunetul Muzicii. În 2002, Minogue și-a „împrumutat” vocea unei tinere fete, Florence, pentru filmul de animație Caruselul magic, lansat în 2005. De asemenea, a cântat melodia de la începutul filmului, și a fost unul din cei doi actori a cărei voce nu a fost înlocuită pentru lansarea în America de Nord.
În aprilie 2007, News of the World a publicat o știre conform căreia Minogue avea să joace rolul unei „femei cyborg sexi”, într-un episod special de Crăciun al serialului Doctor Who. Vestea a fost negată inițial de producătorul executiv al serialului, dar o declarație a cântăreței a indicat că va juca în acel episod, dar nu ca rău-făcător cum se crezuse inițial. Aceasta a jucat rolul unei chelnerițe, pe o variantă spațială a vasului Titanic. Episodul a fost difuzat pe 25 decembrie 2007, fiind vizionat de 13,31 milioane de telespectatori, cel mai mare rating al seriei din 1979.
Kylie a mai avut o apariție la televiziune, The Kylie Show fiind difuzat în Marea Britanie pe 10 noiembrie 2007. Programul (ce a fost difuzat un singur episod) a cuprins interpretările unor cântece ale artistei, precum și diferite scene, precum cea în care fostul iubit și partener pe platourile de filmare din Neighbours Jason Donovan n-o recunoaște, și o ceartă între cântăreață și sora ei, Danii. Programul a avut un rating mare, de 5,03 milioane de telespectatori. Minogue a apărut și în filmul documentar White Diamond, care cuprindea reîntoarcerea ei pe scenă în timpul turneului din 2006, Showgirl - The Homecoming Tour. A fost lansat pe DVD în decembrie 2007.

## Viața personală
În 1990 Minogue a avut o relație cu vocalistul trupei INXS, Michael Hutchence, care i-a dus mai departe încercările da a fi acceptată de către o audiență matură. Acesta a declarat că hobby-ul lui preferat era „s-o corupă pe Kylie”, compunând melodia „Suicide Blonde” a trupei pentru ea.
În 1997, Minogue s-a implicat într-o relație cu fotograful francez Stephane Sednaoui, care a descris-o ca fiind o combinație între „o gheișă și supereroină manga”. Acesta i-a făcut fotografii care i-au evidențiat cântăreței farmecul, cu scopul de a atrage o nouă audiență, aceasta inspirându-se din artiști ca Shirley Manson și Garbage, Bjork și U2, dar și din muzicieni pop japonezi precum Pizzicato Five și Towa Tei (cu care a colaborat pentru melodiile „GBI: German Bold Italic” și „Sometime Samurai”).
Relațiile ei, inclusiv cea încheiată cu actorul francez Olivier Martinez, au apărut pe prima pagină a ziarelor. În februarie 2008 au apărut multe zvonuri în presă despre o nouă relație între Minogue și Martinez când au fost văzuți împreună în Paris. Acestea spuneau că cei doi vorbeau despre o posibilă împăcare și începerea unei familii, dar cântăreața a negat zvonurile. Minogue a declarat: „Am luat cina cu fostul meu iubit și acum mă pomenesc cu o dezbatere dacă vom avea o familie sau nu. Nici măcar n-am vorbit de așa ceva.” Din 2008 până în 2013, a avut o relație cu modelul spaniol Andres Velencoso. În noiembrie 2015, Minogue a confirmat faptul că are o relație cu actorul britanic Joshua Sasse. Anunțul logodnei a fost făcut pe 20 februarie 2016 în The Daily Telegraph. În februarie 2017, Minogue a confirmat încheierea relației dintre cei doi.

## Cancerul mamar
Diagnosticarea cancerului la sân a cântăreței a dus la amânarea restului turneului, și retragerea ei din festivalul Glastonbury. Spitalizarea și tratamentele ei în Melbourne a dus la o scurtă, dar intensă perioadă de publicitate, în special în Australia, unde prim-ministrul de atunci, John Howard, și-a declarat susținerea față de Minogue.

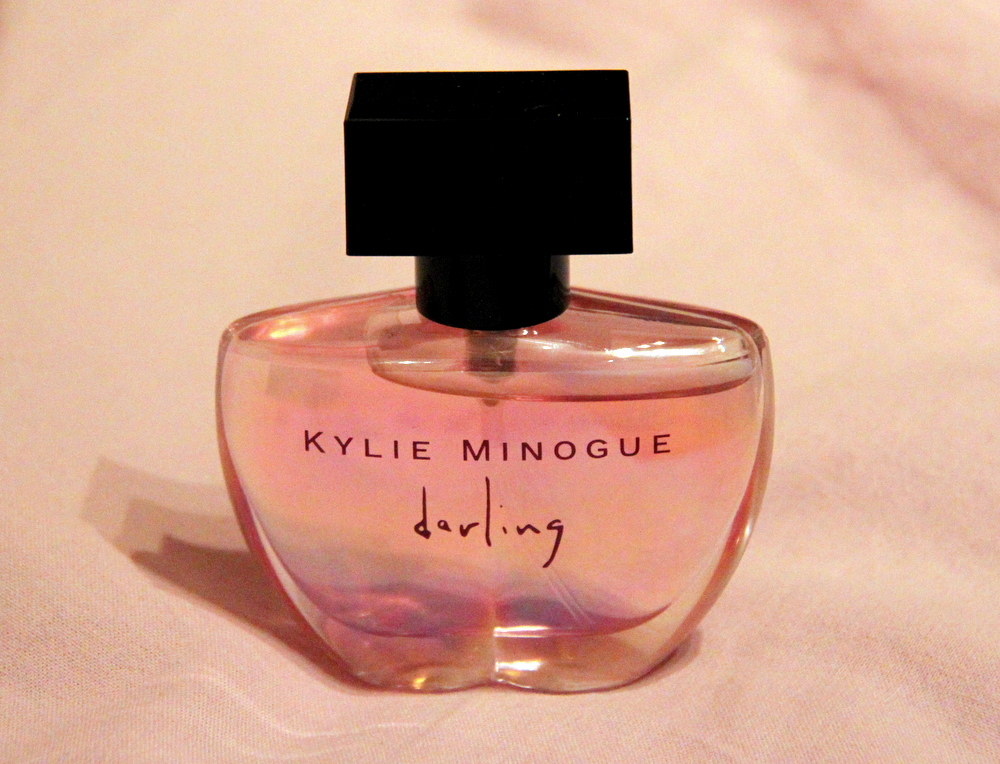
Parfumul lui Kylie Minogue, Darling, lansat în noiembrie 2006

 Minogue a intrat în operație pe 21 mai 2005 la spitalul privat Cabrini din Malvern. Prieteni precum Olivia Newton-John (supraviețuitoare a aceleași boli) le-a transmis fanilor și jurnaliștilor să respecte intimitatea cântăreței. La scurt timp, Minogue a început să facă chimioterapie, ca parte a tratamentului de însănătoșire.
Minogue a făcut o declarație publică, mulțumind fanilor pentru sprijin, sfătuindu-i să nu-și facă griji. Pe 8 iulie 2005 și-a făcut prima apariție în public după operație, vizitând o secție pentru copii bolnavi de cancer a spitalului Melbourne Royal Children. S-a reîntors în Franța unde și-a terminat tratamentul la institutul Gustave-Roussy, de lângă Paris.
În decembrie 2005, Minogue a lansat un single disponibil doar în format digital, „Over the Rainbow”, o înregistrare din turneul Showgirl. La începutul anului 2006, ziarele au publicat știri conform cărora Minogue a început să lucreze la un nou proiect și că se simte mai bine. În iunie 2006 a început să lucreze la noul album, colaborând cu Scissor Sisters, Steve Anderson, Richard Stannard, Johnny Douglas și Ash Tomas, în același timp făcând pregătiri pentru a continua turneul, schimbându-i numele în Showgirl Homecoming Tour.
Cartea ei pentru copii, The Showgirl Princess, scrisă în perioada de convalescență, a fost publicată în octombrie 2006, iar parfurmul ei, „Darling”, a fost lansat în noiembrie. La reîntoarcerea în Australia pentru turneu, a comparat lupta ei cu cancerul cu o bombă nucleară. Când a apărut în emisiunea The Ellen DeGeneres Show în Statele Unite, Minogue a vorbit despre cum cancerul ei nu fusese depistat inițial, declarând „Dacă cineva poartă halat alb și folosește instrumente medicale mari nu înseamnă neapărat că are dreptate”, dar mai târziu a vorbit cu respect despre doctori.

## Imaginea și statutul de celebritate

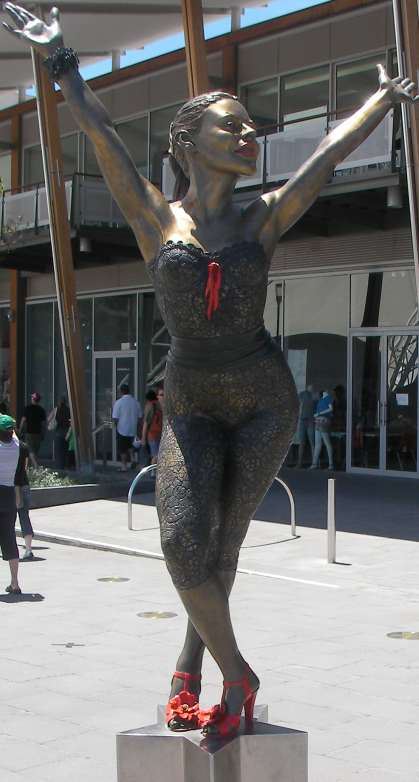
Statuie de bronz întruchipând-o pe Kylie Minogue în Waterfront, Melbourne Docklands.

De-a lungul vieții profesionale, Minogue a fost un subiect mereu prezent în viața presei, atât în Marea Britanie cât și în Australia, chiar și atunci când succesul ei a fost fluctuant. Eforturile ei de a fi luată în serios ca muzician au fost uneori împiedicate de poziția sa, care atrage multă atenție și publicitate, după cum nota publicația The Australian, care scria în 1997: „când trebuie să porți după tine o imagine de dimensiunea celei pe care o are Kylie, este greu ca muzica pe care o produci să se ridice la nivelul publicității acerbe, mai cu seamă într-o țară care nu se prea dă în vânt după pop.”
După ce a jucat rolul „fetei din vecini” la începutul carierei, Minogue a început să abordeze teme adulte: o relație matură în „Better the Devil You Know”, lesbianism și transexuali în „What Do I Have to Do”, linie erotică în „Confide in Me” și prostituție în „On a Night Like This”. A purtat costume sumare în multe dintre videoclipurile sale, cele mai cunoscute fiind cele din „Spinning Around” și „Can't Get You out of My Head”. Și-a satirizat imaginea în unele clipuri, notabil în „Did It Again”, unde patru din imaginile importante din cariera ei, „Kylie indie”, „Kylie dance”, „Kylie sex” și „Kylie dulce”, se luptau pentru supremație. Schimbările de imagini și sexualitatea debordantă au dus la critici, fiind comparată cu Madonna.
În 1993, Baz Luhrmann i-a făcut cunoștință artistei cu fotograful Bert Stern, cunoscut pentru lucrările sale cu Marilyn Monroe. Stern a fotografiat-o în Los Angeles, și comparând-o cu Monroe a zis că „are o vulnerabilitate similară”.

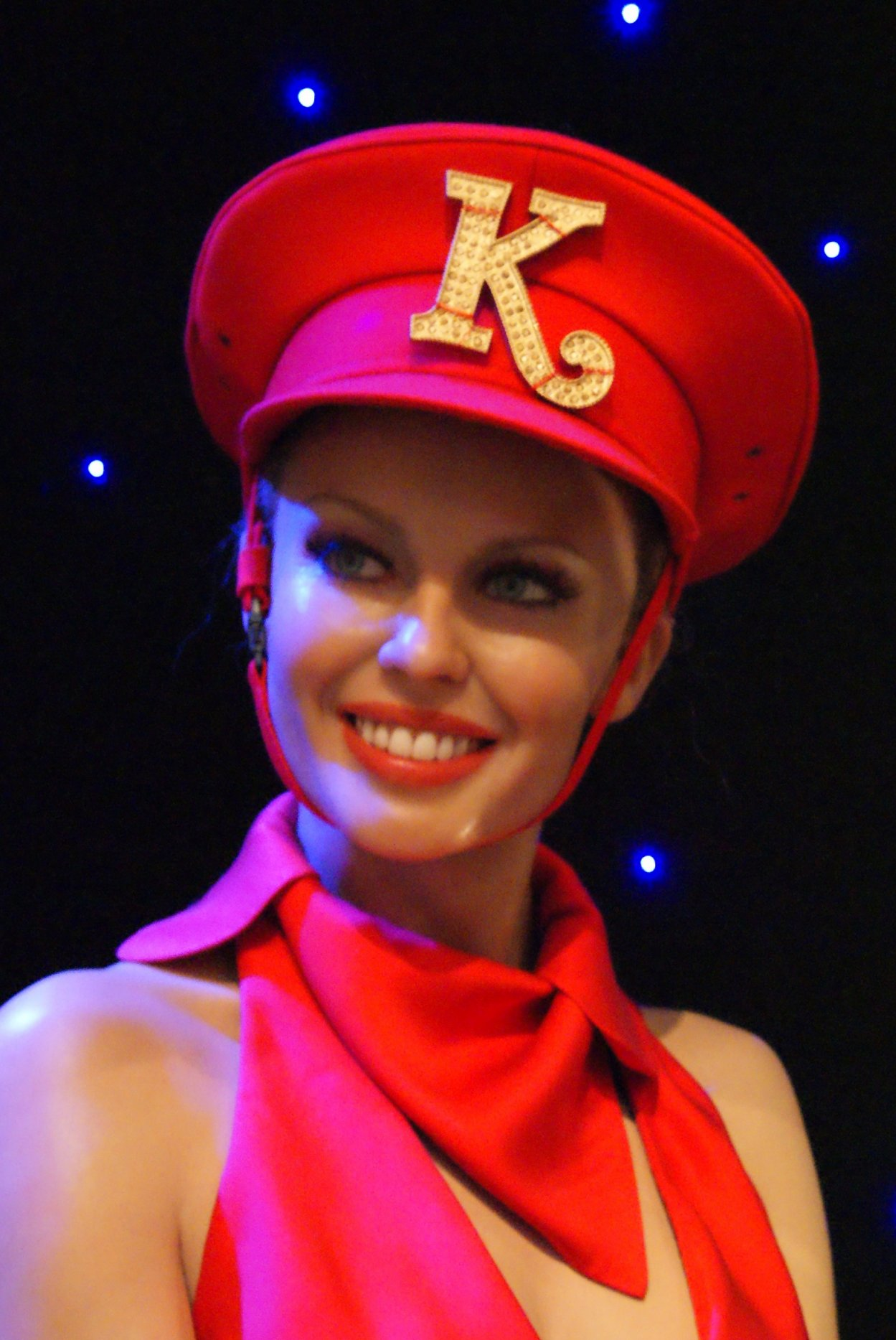
Una din statuile de ceară ale cântăreței din muzeul de ceară Madame Tussauds

În ciuda succesului comercial și acceptarea ei ca sex simbol, sexualitatea i-a fost criticată, criticii considerând că se folosește de trupul ei pentru a ascunde lipsa talentului. A fost descrisă de unii ca fiind „drăguță, dar lipsită de talent”. Miki Berenyi din formația Lush a zis că „...e păcat că are atâta credibilitate când sunt atât de multe femei cu sute de ori mai multe talent”. La premiile Q pentru muzică din 2007, la care Minogue a câștigat premiul Q Idol, Ian Brown, fostul solist al formației The Stone Roses, a atacat-o verbal pe aceasta, spunând: „Sincer, nu știu ce caută Kylie la un eveniment legat de muzică. Nu cred că e drăguță. Nu cred că arată bine. Muzica ei e gunoi -  face muzică pentru copii. Îmi pare rău dacă pare că o pun la pământ, dar sunt mulți care fac muzică, și ea nu este unul dintre ei”.
Minogue a vorbit adesea despre stabilitatea din echipa cu care lucrează. Părinții ei, Ron și Carol Minogue, sunt implicați în cariera acesteia; mama ei i-a fost alături în fiecare turneu, iar tatăl, contabil, este consilier financiar. Stock, Aitken & Waterman, alături de managerul care a impresariat-o din 1987, au făcut comentarii cum că artista ar fi fost „făcută la comandă”, o afirmație parțial confirmată chiar de Minogue: „dacă ai semnat cu o casă de discuri, într-un fel cred că poți spune că ești fabricat. Ești un produs și vinzi un produs. Nu înseamnă că nu ești talentat și că nu poți lua decizii despre ceea ce vei face, ceea ce nu vei face și despre unde vrei să mergi. Într-un final, da, e numele meu, și trebuie să-l promovez. Dar nu se poate fără o echipă. Așa că încerc să lucrez cu cei mai buni oameni cu care pot, și iau de la ei ceea ce pot. Sper, ceea ce e mai bun.” William Baker a comparat statutul ei de sex simbol cu o sabie cu două tăișuri: „s-a folosit de sex appeal atât de mult, încât acum eclipsează ceea ce este ea de fapt: o cântăreață pop.”

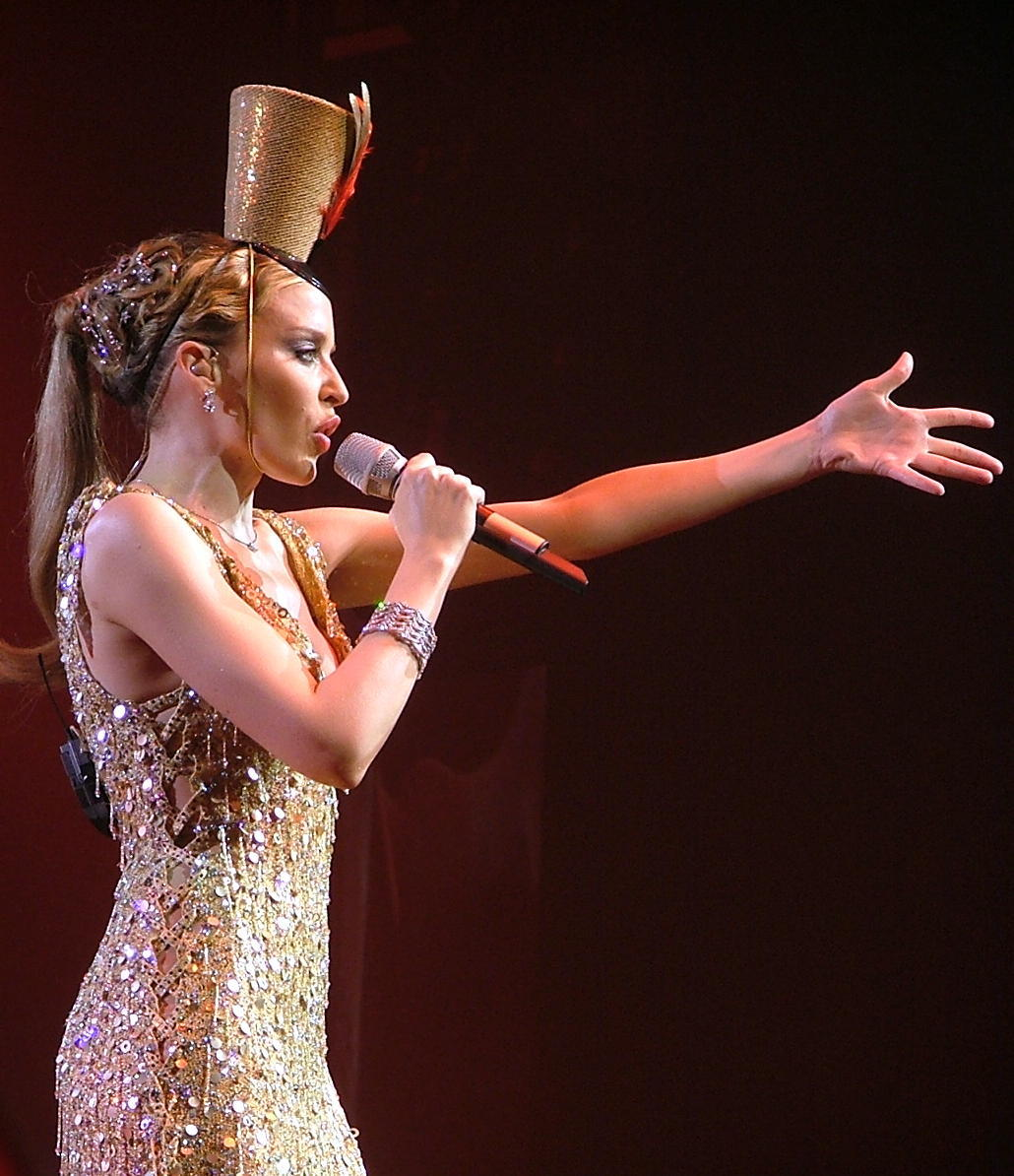
Minogue la Paris în timpul Showgirl: The Greatest Hits Tour (2005).

În ianuarie 2007, muzeul Madame Tussaud's din Londra a dezvelit noua statuie de ceară a artistei. Aceasta este a patra statuie de ceară a lui Minogue, și numai Elisabeta a II-a a Regatului Unit are mai multe modele create. Pe 23 noiembrie 2007, o statuie de bronz care o înfățișa pe cântărață a sculptorului Peter Corlett a fost dezvelită pentru vizite permanente, în Melbourne. Pentru a fi creată statuia, artistului i-a luat 3 luni, modelul fiind o ospătăriță care avea aceleași dimensiuni ca Minogue.

## Modă
Minogue a primit credibilitate în lumea modei, datorită asocierii numelui ei cu cel al unor designeri celebri precum Jean Paul Gaultier și John Galliano, ultimul descriind-o ca fiind „o combinație între Lolita și Barbarella.”
În 1998, Minogue a fost model de lenjerie intimă pentru compania H&M. Recent, a fost sursa de inspirație a aceleași firme pentru o ediție limitată de costume de baie, apărând într-o reclamă pentru a o promova. Colecția a fost trimisă magazinelor în mai 2007, și include bikini, eșarfe și costume de baie. În 2000, Minogue a cântat la ceremonia de închidere a Jocurile Olimpice de vară de la Sydney. Creat de Michael Wilkinson, costumul lui Minogue, era alcătuit dintr-un corset de mătase roz, și headdress acoperit cu diamante. Costumul este acum găzduit la muzeul Powerhouse din Sydney.
Cunoscută pentru flerul în materie de modă, Minogue a fost adăugată pe lista „Cele mai prost îmbrăcate vedete” întocmită de PETA, după ce a fost văzută purtând o geantă din piele de piton. În februarie 2008, cântăreața și-a lansat al treilea parfum, „Showtime”, pe lângă propria colecție de mobilă, Kylie at Home.

## Discografie
- Kylie (1988)
- Enjoy Yourself (1989)
- Rhythm of Love (1990)
- Let's Get to It (1991)
- Kylie Minogue (1994)
- Impossible Princess (1997)
- Light Years (2000)
- Fever (2001)
- Body Language (2003)
- X (2007)
- Aphrodite (2010)
- Kiss Me Once (2014)
- Kylie Christmas (2015)
- Golden (2018)
- Disco (2020)

| 1987 | "Locomotion/The Loco-Motion"   | Kylie          | 2 | 1  | 3  | 1  |
| 1987 | "I Should Be So Lucky"         | Kylie          | 1 | 1  | 1  | 1  |
| 1988 | "Got to Be Certain             | Kylie          | 2 | 1  | 4  | -  |
| 1988 | "Especially for You"           | Single         | 1 | 2  | 1  | -  |
| 1988 | "It's No Secret"               | Kylie          | - | -  | -  | 1  |
| 1988 | "Turn It Into Love"            | Kylie          | - | -  | -  | 1  |
| 1989 | "Hand on Your Heart"           | Enjoy Yourself | 1 | 4  | 1  | 2  |
| 1989 | "Never Too Late"               | Enjoy Yourself | 4 | 14 | 1  | -  |
| 1989 | "Tears on My Pillow"           | Enjoy Yourself | 1 | 20 | 2  | -  |
| 1994 | "Confide in Me"                | Kylie Minogue  | 2 | 1  | 12 | 5  |
| 2000 | "Spinning Around"              | Light Years    | 1 | 1  | 4  | -  |
| 2000 | "On a Night Like This"         | Light Years    | 2 | 1  | 16 | -  |
| 2001 | "Can't Get You out of My Head" | Fever          | 1 | 1  | 1  | 5  |
| 2002 | "In Your Eyes"                 | Fever          | 3 | 1  | 6  | -  |
| 2003 | "Slow"                         | Body Language  | 1 | 1  | 5  | 26 |
| 2007 | "2 Hearts"                     | X              | 4 | 1  | 12 | 3  |
|      |                                | Hituri #1      | 7 | 10 | 5  | 4  |

## Turnee

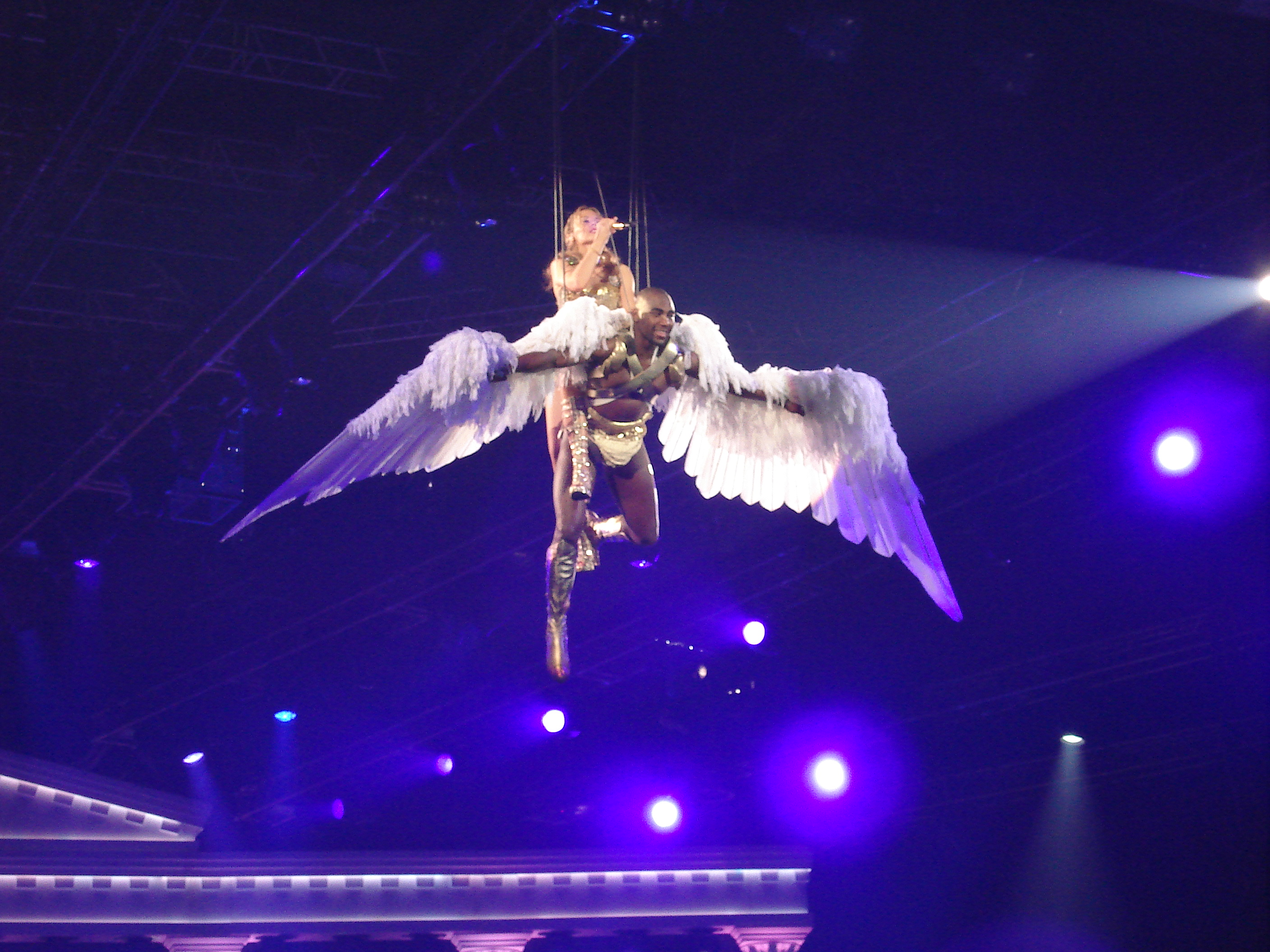
Kylie Minogue la Aphrodite: Les Folies Tour

- 1989: The Hitman Roadshow/Disco in Dream
- 1990: Enjoy Yourself Tour
- 1991: Rhythm of Love Tour
- 1991: Let's Get to It Tour
- 1998: Intimate and Live Tour
- 2001: On A Night like This Tour
- 2002: KylieFever2002
- 2005: Showgirl - The Greatest Hits Tour
- 2006: Showgirl - The Homecoming Tour
- 2008: KylieX2008
- 2009: For You, For Me Tour
- 2011: Aphrodite: Les Folies Tour
- 2012: Anti Tour
- 2014: Kiss Me Once Tour
- 2015: Kylie Summer 2015[201]
- 2016: A Kylie Christmas
- 2018: Kylie Presents: Golden
- 2018: Golden Tour
- 2019: Summer 2019

## Filmografie
| An   | Titlu           | Rol                |
| ---- | --------------- | ------------------ |
| 1989 | The Delinquents | Lola Lovell        |
| 1994 | Street Fighter  | Cammy              |
| 1996 | Bio-Dome        | Dr. Petra von Kant |
| 2001 | Moulin Rouge!   | The Green Fairy    |
| 2012 | Jack & Diane    | Tara               |
| 2012 | Holy Motors     | Eva Grace (Jean)   |
| 2015 | San Andreas     | Susan Riddick      |
| 2017 | Swinging Safari | Kaye Hall          |

| An        | Titlu               | Rol                    | Note                                                  |
| --------- | ------------------- | ---------------------- | ----------------------------------------------------- |
| 1986–1988 | Neighbours          | Charlene Robinson      |                                                       |
| 1994      | The Vicar of Dibley | Rolul său              | Episodul „Community Spirit”                           |
| 2007      | Doctor Who          | Astrid Peth            | Episodul „Voyage of the Damned”                       |
| 2015      | Young & Hungry      | Shauna                 | Episoadele „Young & Moving” și „Young & Ferris Wheel” |
| 2016      | Galavant            | Regina pădurii vrăjite | Episodul „A New Season aka Suck It Cancellation Bear” |

## Premii și nominalizări

### Premiile Grammy
| An   | Categorie                          | Lucrare               | Rezultat     |
| ---- | ---------------------------------- | --------------------- | ------------ |
| 2009 | Cel mai bun album electronic/dance | X                     | Nominalizare |
| 2006 | Cea mai bună înregistrare dance    | „I Believe in You”    | Nominalizare |
| 2005 | Cea mai bună înregistrare dance    | „Slow”                | Nominalizare |
| 2004 | Cea mai bună înregistrare dance    | „Come into My World”  | Câștigat     |
| 2003 | Cea mai bună înregistrare dance    | „Love at First Sight” | Nominalizare |

### Premiile BRIT
| An   | Categorie                           | Lucrare                        | Rezultat     |
| ---- | ----------------------------------- | ------------------------------ | ------------ |
| 2010 | The BRIT's Hits 30                  | "Can't Get You Out of My Head" | Nominalizare |
| 2011 | Cea mai bună artistă internațională | -                              | Nominalizare |
| 2008 | Cea mai bună artistă internațională | -                              | Câștigat     |
| 2008 | Album internațional                 | X                              | Nominalizare |
| 2005 | Cea mai bună artistă internațională |                                | Nominalizare |
| 2003 | Cea mai bună artistă internațională | -                              | Nominalizare |
| 2002 | Cel mai bun album internațional     | „Fever”                        | Câștigat     |
| 2002 | Cea mai bună artistă internațională | -                              | Câștigat     |
| 2002 | Cel mai bun pop                     | „Fever”                        | Nominalizare |
| 2002 | Cel mai bun videoclip britanic      | „Kids” (cu Robbie Williams)    | Nominalizare |
| 2001 | Cea mai bună artistă internațională | -                              | Nominalizare |
| 1989 | Cea mai bună artistă internațională | -                              | Nominalizare |